# Orimarga (Orimarga) annandalei
Orimarga (Orimarga) annandalei is een tweevleugelige uit de familie steltmuggen (Limoniidae). De soort komt voor in het Oriëntaals gebied.